# Gynandromyia mesnili
Gynandromyia mesnili är en tvåvingeart som beskrevs av Verbeke 1962. Gynandromyia mesnili ingår i släktet Gynandromyia och familjen parasitflugor.
Artens utbredningsområde är Burundi. Inga underarter finns listade i Catalogue of Life.